# Battalions of Fear (demo)
Battalions of Fear är det tyska bandet Blind Guardians andra demo, utgiven 1986.

## Låtlista
1. "Majesty"
2. "Trial By the Archon"
3. "Battalions of Fear"
4. "Gandalf's Rebirth"
5. "Run for the Night